# Bingöl
Bingöl este un oraș din Turcia.